# 우펜바땃쥐
우펜바땃쥐(Crocidura zimmeri)는 땃쥐과에 속하는 포유류의 일종이다. 콩고민주공화국의 고유종이다. 자연 서식지는 늪이다. 서식지 감소로 멸종 위협을 받고 있다.